# إي جاي رولاند
إي جاي رولاند (بالإنجليزية: E. J. Rowland)‏ مواليد 18 مايو 1983 في ساليناس، هو لاعب كرة سلة أمريكي. بدأ مسيرته الاحترافية في سنة 2005. يلعب مع خيمكي كلاعب هجوم خلفي. يحمل الرقم 22. يبلغ طوله 6 قدم 3 بوصة (1.9 م).

## المسيرة الاحترافية
لعب مع سيدني كينجز في الدوري الأسترالي في سنة 2006، ثم لعب مع تاونسفيل كروكودايلز في موسم 2006–2007، ثم لعب مع أرتلاند دراغونز في الدوري الألماني في موسم 2007–2008، ثم لعب مع تليكوم باسكتس بون في موسم 2008–2009، ثم لعب مع جويرينو فانولي باسكت في الدوري الإيطالي من سنة 2009 إلى 2011، ثم لعب مع بالونكيستو مالقا في الدوري الإسباني في موسم 2011–2012، ثم لعب مع في إي إف ريغا في موسم 2012–2013، ثم لعب مع بانفيت لكرة السلة في الدوري التركي من سنة 2013 إلى 2015.

## روابط خارجية
- إي جاي رولاند على موقع الاتحاد الدولي لكرة السلة (الإنجليزية)
- إي جاي رولاند على موقع الدوري الأوروبي لكرة السلة (الإنجليزية)
- إي جاي رولاند على موقع الدوري الإسباني لكرة السلة (الإسبانية)
- إي جاي رولاند على موقع كرة السلة الأوروبية.كوم (الإنجليزية)
- إي جاي رولاند على موقع كلية كرة السلة في سبورتس رفرنس.كوم (الإنجليزية)
- إي جاي رولاند على موقع ريلجم (الإنجليزية)
- إي جاي رولاند على موقع بروبوليرز (الإنجليزية)
- إي جاي رولاند على موقع سبورتس رفرنس (الإنجليزية)
- إي جاي رولاند على موقع سبورتس رفرنس (الإنجليزية)